# 基亞河
基亞河是俄羅斯的河流，位於托木斯克州和科麥羅沃州內，屬於丘雷姆河的左支流，發源自庫茲涅茨克山，向西北方向流進，在阿西諾40公里附近注入丘雷姆河，河道全長548公里，流域面積32,200平方公里，河畔城鎮有馬林斯克。